# Dolichomitus kriechbaumeri
Dolichomitus kriechbaumeri là một loài tò vò trong họ Ichneumonidae.